# L'intrús
L'intrús (títol original: Enduring Love) és una pel·lícula britànica dirigida per Roger Michell estrenada l'any 2004. Ha estat doblada al català.

## Argument
En un bonic i assolellat dia, Joe Rose i la seva promesa Claire estan de pícnic en una prada. De sobte veuen a un nen atrapat en la cistella d'un montgolfier del qual són testimonis diverses persones, entre d'altres, Jed Parry. Aleshores, aquest últim comença el seu assetjament, en un context desestabilitzador, ja que si un nen ha pogut ser salvat en aquest accident, per contra, un adult hi ha trobat la mort. El sentiment de culpabilitat, que insidiosament envaeix Rose, alenteix la seva presa de consciència i, sobretot, el fa més vulnerable a les insinuacions de Parry. El mètode, o els mètodes de Parry juga amb els nervis de Rose: no parla, sensacions, impressions, suggeriments, res de palpable..Res per alertar la policia Per contra, empènyer-lo al dubte i a la sospita sobre la seva bona salut mental.

## Repartiment
- Daniel Craig: Joe
- Samantha Morton: Claire
- Ben Whishaw: Spud
- Jeremy McCurdie: Un noi amb una pilota
- Lee Sheward: John Logan
- Nick Wilkinson: Farmer
- Rhys Ifans: jed
- Bill Nighy: Robin
- Susan Lynch: Rachel
- Bill Weston: l'avi
- Justin Salinger: Frank
- Andrew Lincoln: Productor TV
- Helen McCrory: Mrs. Logan
- Rosie Michell: Katie Logan
- Ella Doyle: Una amiga de Katie Logan
- Felicitat Del Joc: Una noia al cotxe de Logan
- Alexandra Aitken: Natasha
- Anna Maxwell Martin: Penic
- Corin Redgrave: Professor

## Rebuda
- L'any 2004, el film és nominat a les 10a cerimònia dels premis Empire al millor film britànic i Rhys Ifans al del millor actor britànic, Samantha Morton com la millor actriu britànica, i Roger Michell com a millor director britànic[3]
- "Una meditació sobre l'amor, la fe i la ciència, disfressada sota el format de thriller. La pel·lícula és una mica esquemàtica, però absolutament apassionant."[4]
- "Comença amb temes ètics i gradualment es converteix en un thriller (...) La major part de les pel·lícules se centren en el que succeeix. Poques pel·lícules es qüestionen el que succeeix, i menys encara tracten el fet que podem decidir, la major part de les vegades, sobre el que succeeix i què fer-ne. (...) Puntuació: ★★★ (sobre 4)."[5]
- "Encara que el guió comença amb molta grapa, finalment resulta decebedora."[6]